# Sundagraben
Koordinaten: 10° 19′ 0″ S, 109° 58′ 0″ O

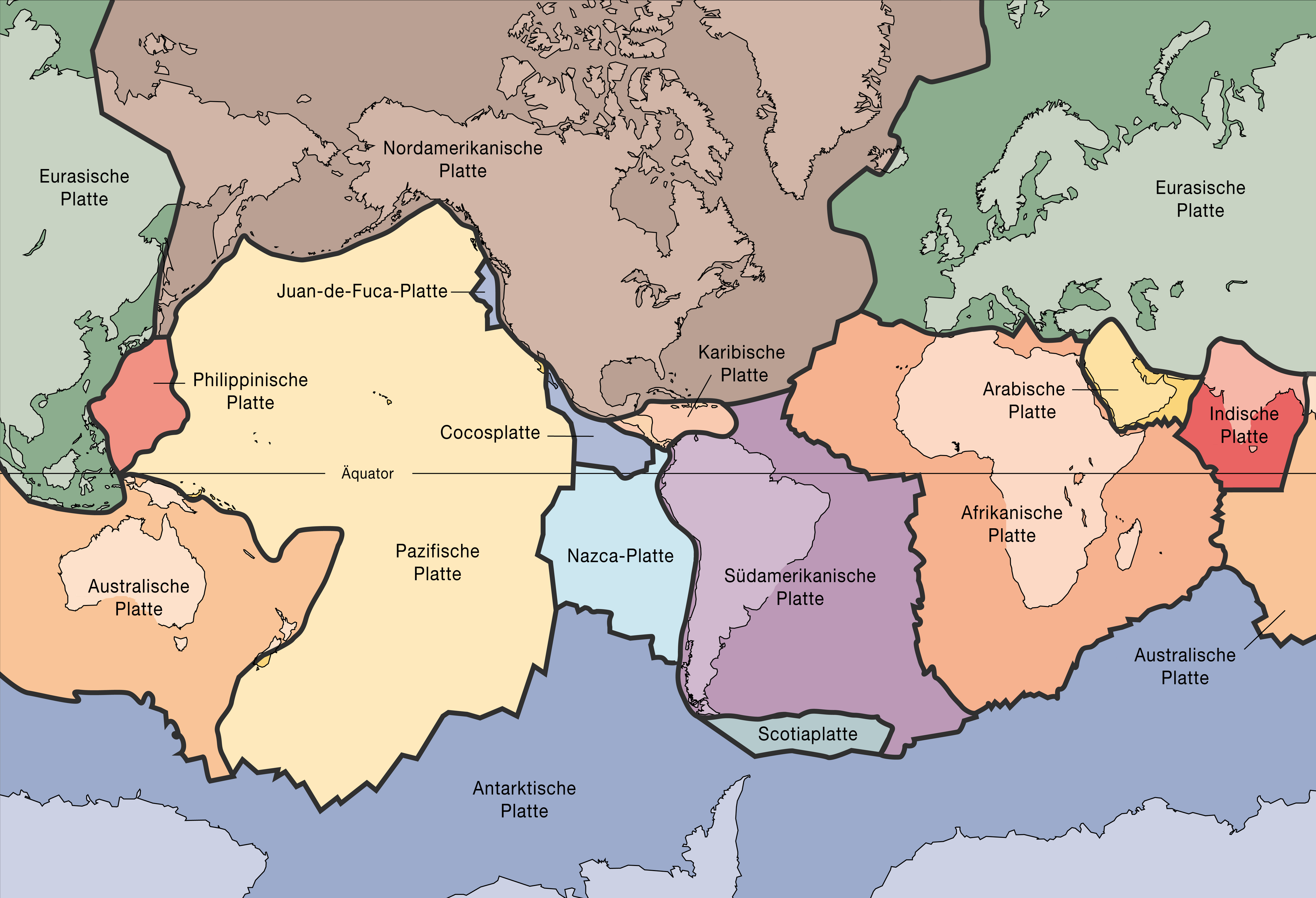
Tektonische Platten mit Kontinenten im Hintergrund

Der Sundagraben, auch Javagraben genannt, ist eine bis 7290 m tiefe und 2250 km lange Tiefseerinne vor dem Sundabogen im Nordosten des Indischen Ozeans, wo sich der tiefste Punkt dieses Ozeans befindet.

## Geographie
Der Sundagraben befindet sich südlich der asiatischen Sundainseln zwischen Sumatra im Nordwesten, Java im Norden, unter anderem Lombok, Sumbawa und Sumba im Nordosten, der Timorsee im Osten, dem Nordaustralischen Becken im Südosten, dem Nordwestaustralischen Becken und der Weihnachtsinsel im Süden und Südwesten und dem Keelingbecken im Westen.
Der langgestreckte Sundagraben, der durch die Subduktion der Australischen Platte unter die Eurasische Platte entstanden ist (bzw. weiterhin entsteht), liegt etwa zwischen 5 und 12° südlicher Breite sowie 100 und 120° östlicher Länge.
Im Jahr 2019 versuchte eine Expedition, die tiefsten Punkte aller Ozeane zu erreichen, und kartierte das Gebiet mit einem Lander und einem Fächerecholot. Victor Vescovo erreichte in seinem Tauchboot Limiting Factor eine Tiefe von etwa 7192 m bei 11° 7′ 44″ S, 114° 56′ 30″ O. Das Diamantinatief, das vorher mit über 8000 m als tiefster Punkt galt, konnte nicht gefunden werden, die tiefste Stelle der Diamantina Fracture Zone liegt bei etwa 7100 m im Dordrechttief. Seither gilt der Sundagraben als tiefste Stelle des Indischen Ozeans.
Aufgrund bathymetrischer Berechnungen wurden Tiefenangaben zwischen 7204 m und 7318 m angegeben, so dass die genaue Tiefe und Lage der tiefsten Stelle weiterhin als umstritten gelten kann. Stewart und Jamieson geben 2019 auf Basis der am besten auflösenden Datensätze ein 7290 m tiefes Meerestief (11° 12′ 0″ S, 118° 28′ 12″ O) als vermutlich tiefsten Punkt an.